# الفقراء (البيضاء)

تعديل مصدري - تعديل

الفقراء هي إحدى قرى عزلة ال مظفرالاعلى بمديرية البيضاء التابعة لمحافظة البيضاء، بلغ تعداد سكانها 163 نسمة حسب تعداد اليمن لعام 2004.